# Мускат гамбурзький

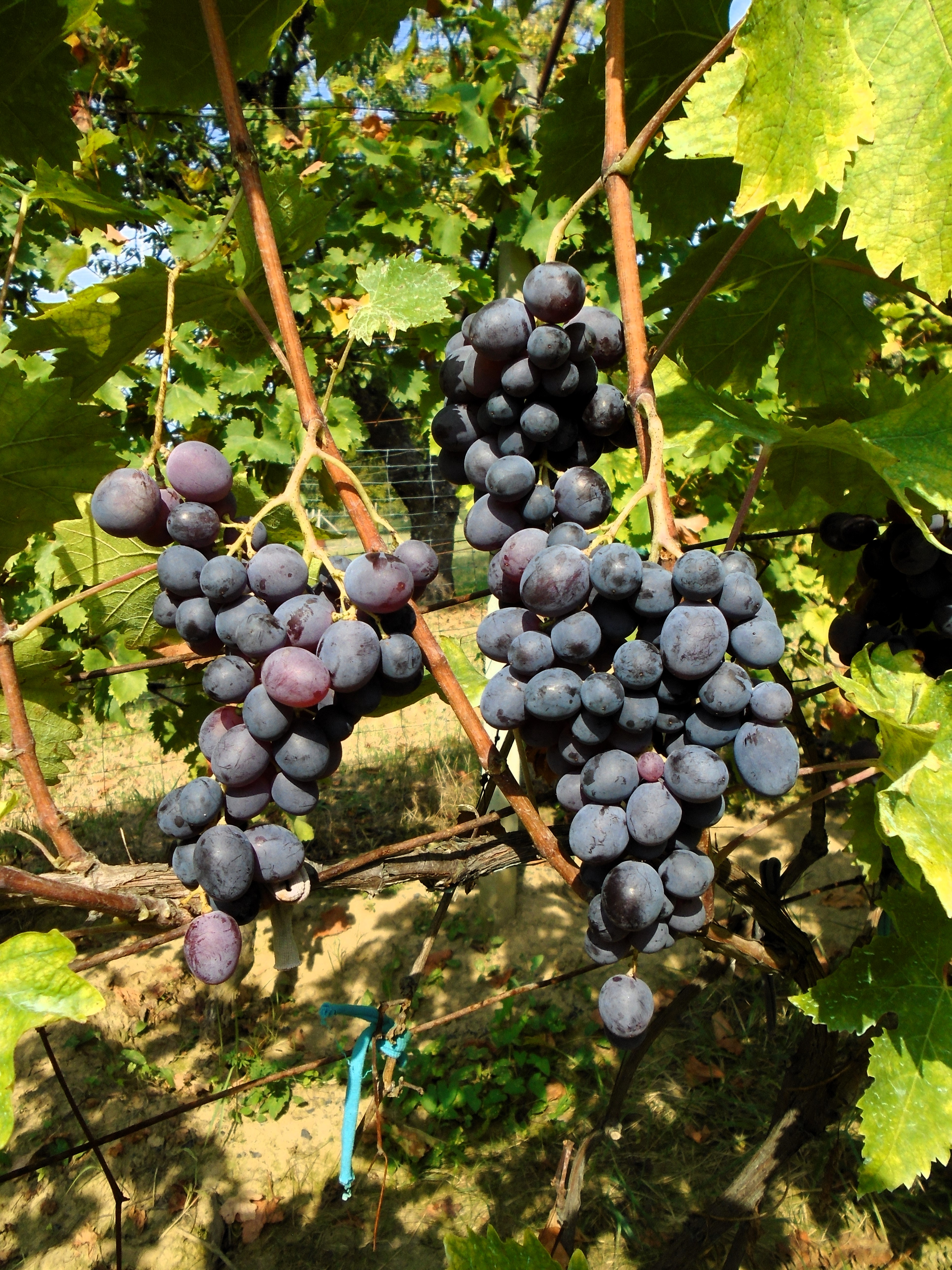
Грона Гамбурзького мускату

Мускат гамбурзький (Мускат де Гамбург, Мускат чорний олександрійський, Тамайоза нягра Гамбург та ін.) — сорт червоного винограду, ягоди якого пофарбовані в насичений синій колір, з невеликим червоним або фіолетовим відтінком. Цей сорт не відносять ні до технічних сортів, ні до столових.
Відзначаючи високу якість плодів Мускату Гамбурзького як для приготування вин, так і для безпосередньої подачі до столу, цей виноград назвали універсальним.

## Історія виведення сорту
Сорт був виведений у Вікторіанської Англії для оранжерейної культури схрещенням сортів Франкенталь і Мускат олександрійський.
Уперше був описаний у 1858 році. Сьюард Сноу, садівник з маєтку Ерл Грей, описував, що виник Мускат Гамбурзький від схрещування чорного винограду Гамбург (старий синонім Скіаві Гросса) із Мускатом білим Олександрійським. Проведений у 2003 році аналіз ДНК підтвердив цю інформацію.
На Заході сорт більше відомий під назвою Чорний Мускат, хоча має ще низку синонімів. У США його називають Голден Гамбург, у Франції — Мускат де Гамбург. У країнах колишнього СРСР, крім назви Мускат Гамбурзький, поряд із американським і французьким синонімами використовують назву Мускат чорний Олександрійський.
Сьогодні сорт культивується майже по всьому світу: у Сполучених Штатах Америки, Аргентині, Італії, Франції, Греції, Тунісі, Україні та Молдові.

## Опис сорту Мускат гамбурзький
Ріст кущів середній. Вирощування на більш родючих ґрунтах сприяє розвитку лози висотою вище середньої. Ступінь визрівання пагонів високий, але при нестачі тепла і в умовах підвищеної вологості він погіршується. Молода лоза — світлорожевого кольору з густим опушенням. Дозрілі стебла — коричневі, з характерними червоними вузлами. Ступінь покриття пагонів листям високий.
Розмір листя — середній або великий. Форма листків — п'ятилопатева, серцеподібна. Є велика хвилястість по краю листа. Опушення нижньої поверхні листя рясне, зверху — малопомітне. Лист забарвлений у яскраво-зелений колір, із червоною облямівкою по краю зубців. Іноді на листі зустрічаються вкраплення буруватих плям. Квітки винограду двостатеві, але ступінь запилення невисока.

## Характеристика плодів
Наявність специфічного аромату, що нагадує мускус — характерна риса сортів, що відносяться до мускатних.
Грона середніх розмірів або великі (маса 168—267 г), конічні, гіллясті, іноді крилаті, нещільні. Довжина грон рідко перевищує 18-19 см; розмір ягід варіює, з переважанням великих, довжиною до 25-26 см.
Ягоди здебільшого великі (середня маса 100 ягід — 310—415 г). Форма ягоди округла, овальна, забарвлення — фіолетово-синє з густим пруїном.
Шкірка тонка, міцна. М'якоть м'ясисто-соковита, приємна на смак, з тонким оригінальним мускатним ароматом. Вистигає в другій половині вересня. Урожайність висока (13,3 т/га). Районований у Вінницькій, Закарпатській, Запорізькій, Миколаївській, Одеській та в Криму.
З недоліків сорту відзначається підвищена крихкість гребеня, схильність ягід до осипання і горошіння ягід, нестабільна врожайність. Важливими перевагами є те, що сорт витримує тривале перевезення і зберігання; має гарні смакові якості в свіжому та консервованому вигляді.
Йде на виготовлення десертних вин, соків, маринадів, варення, компотів.
Цукристість 18–20 %, кислотність — 4,5–6 ‰. Вегетаційний період — 140—150 днів. Сила росту кущів середня. Вистигання лози — 85–90 %. Урожайність — 135 центнерів з гектара.

## Особливості вирощування
Невисока здатність переносити зимові зниження температури не дозволяє вирощувати Мускат Гамбурзький в областях з морозними зимами. Мінімальна температура, яку виноград здатний витримати — -19 градусів. Сорт здатний приживатися на схилах південної та південно-західної орієнтації, вважає за краще легкі суглинки або супіски, може миритися навіть з піщаними ґрунтами. Відстань між рядами виноградника має бути не менше 2,3 метра. У ряду кущі розташовують на відстані півтора метра один від одного. Оптимальний результат дає формування лози по двуплечовому кордонному типу: висота штамба — 1,2 метра. Допуститмим є безштамбове вирощування сорту. Рекомендоване навантаження на кущ — не більше 20 пагонів, із яких плодоносними будуть від ½ до ¾. Обрізають пагони коротко, орієнтуючись на їх ступінь збереження після перезимування.
Виходячи з тривалості вегетаційного періоду (близько 150 днів), виноград відносять до середньопізніх сортів. Знімна зрілість настає в другій половині вересня.

## Хвороби і шкідники
Мускат гамбурзький нестійкий до основних хвороб винограду. Він сильно уражається мілдью і оїдіумом, схильний до сірої гнилі. Виходячи з цього протягом сезону потрібне проведення декількох попереджувальних обробок від цих хвороб. Відзначається також нестійкість проти бактеріального раку і філоксери.